# Видовий фільм
Видовий фільм — твір кіномистецтва, що відтворює на екрані природні особливості країн, окремих місцевостей. Видовий фільм може мати характер краєзнавчого, етнографічного, археологічного, форми нарису, щоденникових записів, кінооповіді про пригоди тощо. Перші видові фільми з'явилися у 1895 році («Живі картини» братів Люм'єр, що демонстрували мальовничу природу). Згодом були створені й повнометражні фільми про подорожі, наукові експедиції.
Широкого розповсюдження видові фільми здобули у Великій Британії, Франції, США. Картина американського режисера Роберта Флаерті 1922 року «Нанук з Півночі» — з життя канадського мисливця в умовах суворої природи — є класичним видовим фільмом.

## Видові фільми в Україні
Перші вітчизняні видові фільми з'явилися в середині 20-х рр. 20-го століття. Серед режисерів у цьому жанрі славу здобули — Олександр Косинов, Ігор Негреску, Євген Мокроусов та багато інших.